# Fondeadero

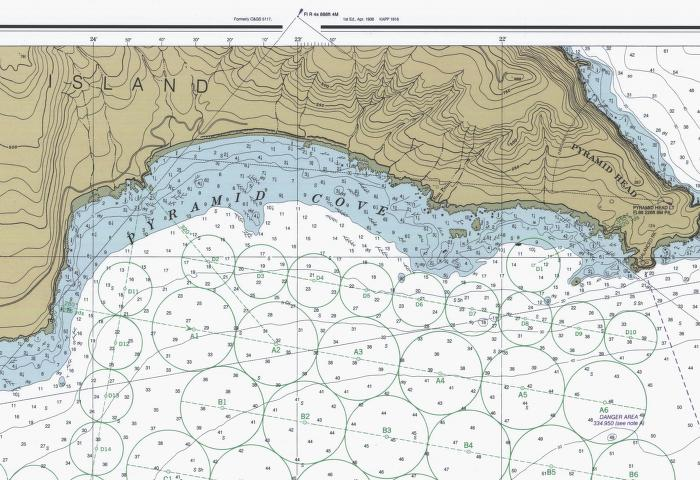
Carta de una zona de fondeo reglamentaria

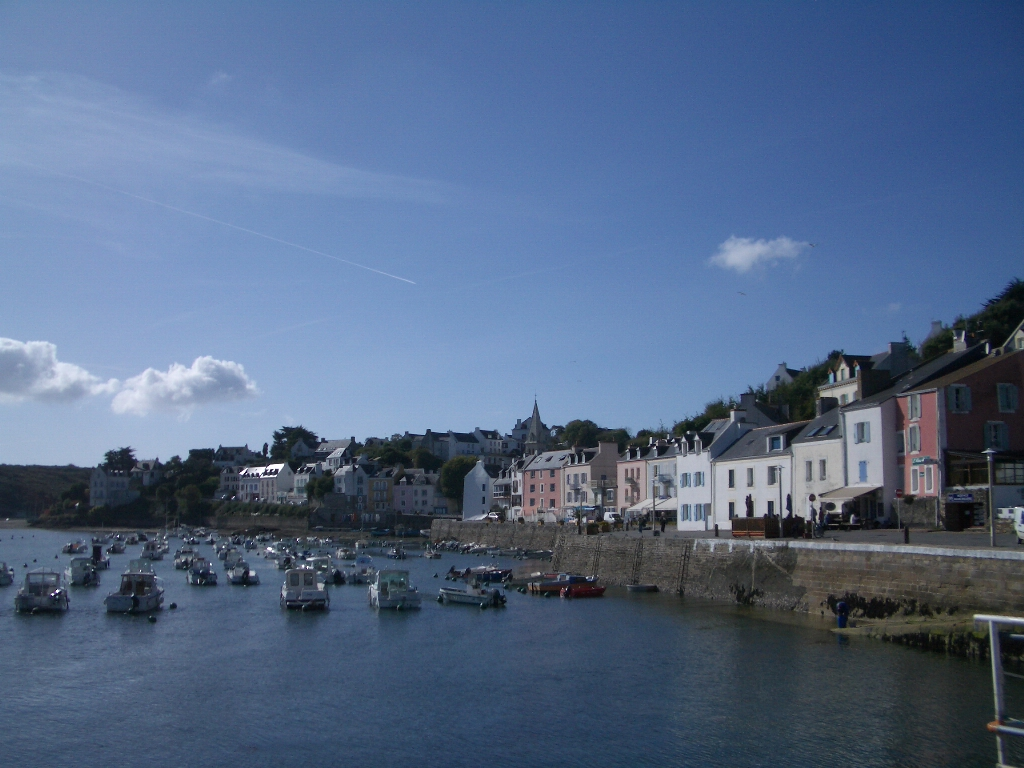
Vista de la isla de Houat, Bretaña. A la izquierda, embarcaciones fondeadas.

Se llama fondeadero al paraje de un puerto, bahía, río, etcétera, en el que por la calidad, naturaleza y profundidad del fondo, así como por estar resguardado de ciertos vientos, encuentran buena sujeción las anclas de los buques. 
Se indica en las cartas y planos hidrográficos por la abreviatura Fond.°, o lo que es más frecuente por una ancla inclinada, con cepo si el fondeadero es para barcos grandes y sin él si es para embarcaciones menores.

Detalle de los Círculos de Borne, en una carta

Las condiciones que, a ser posible, debe reunir un buen fondeadero son: 
- que en su fondo agarren bien las anclas, esto es, que no sea de piedra ni demasiado duro, pero sí consistente.
- que esté resguardado de los vientos más frecuentes o peligrosos.
- que en él no se arbole ni recale mucha mar.
- que sea fácil de conducir los barcos hasta él.

Es difícil reunir todas estas condiciones, pues casi nunca hay un paraje en que se encuentren todas ella. Los derroteros dan las enfilaciones necesarias para tomar los fondeaderos de los puertos de las costas que aquellos abarcan. 
También se denomina fondeadero al lugar donde está anclada una embarcación.